# Jonas Valančiūnas
Jonas Valančiūnas (Utena, 1992. május 6. –) litván profi kosárlabdázó, a National Basketball Associationben szereplő Sacramento Kings csapatában játszik. Beceneve „JV”.

## Karrier
Profi karrierje a 2008-2009-es szezonban kezdődött a Perlas Vilnius csapatában, amely a Nemzeti Kosárlabda Bajnokságban (NKL) versenyzett. A 2009-2010-es szezonban debütált a legrangosabb litván kosárlabda-bajnokságban (LKL) a Perlas Vilnius gárdájában, ahol csapata egyik vezére volt.
2010. január 17-én a fiatal litván kosaras tehetség a Lietuvos Rytas Vilniusba igazolt, akikkel LKF- és LKL-bajnok lett.
2011. június 23-án az NBA játékosbörzéjén ötödik helyen választotta a Toronto Raptors, azonban még egy esztendeig maradt a Lietuvos Rytasnál, és csak a 2011-2012-es szezon végén ment az NBA-be.

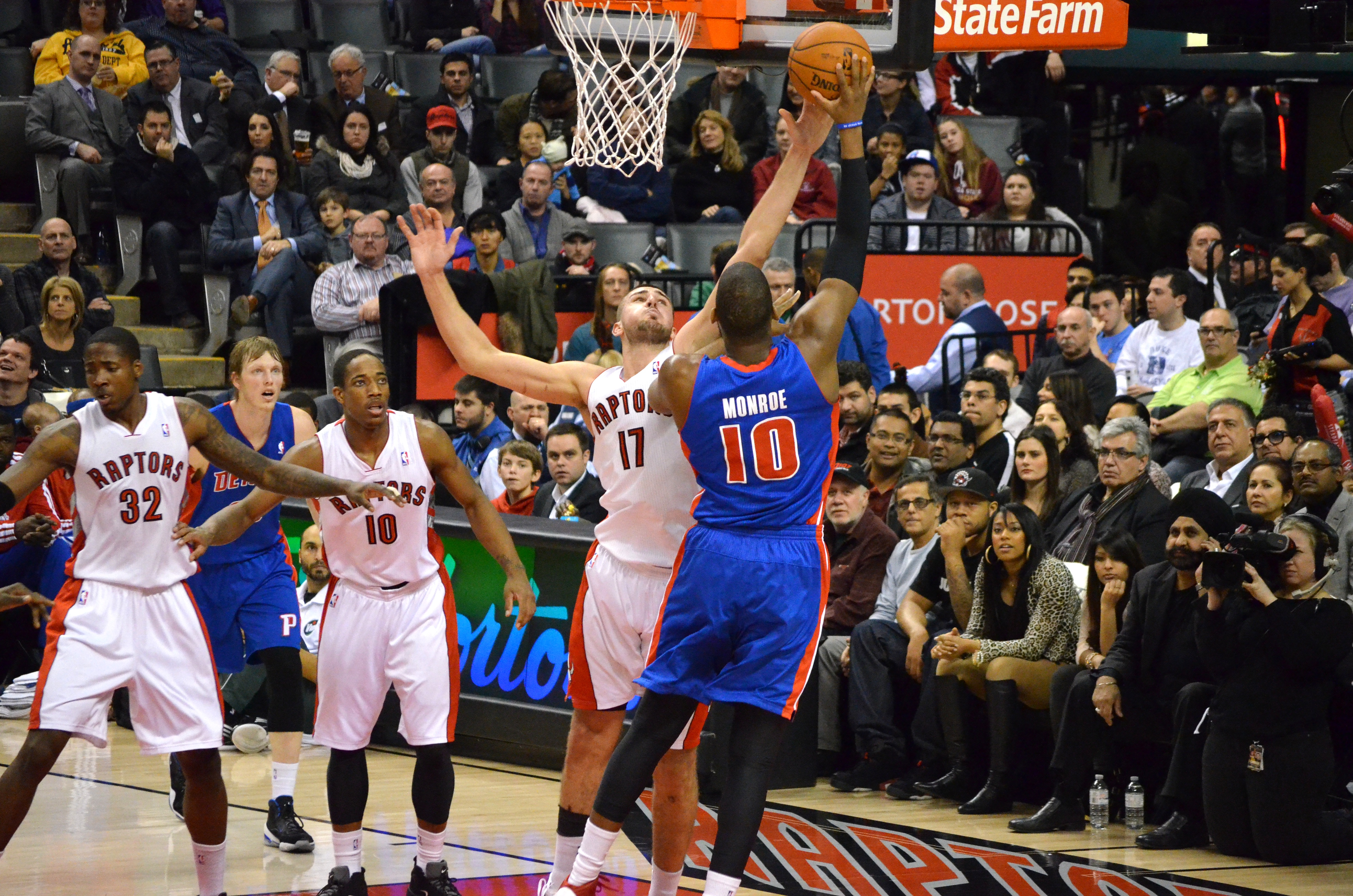
Valančiūnas Greg Monroe ellen védekezik.

2012. július 19-én négy éves szerződést írt alá a Toronto Raptors-szal.
2013 márciusában Jonas Valančiūnas mérkőzésenként átlagosan 11,4 pontot szerzett, 7,3 lepattanót szedett, valamint 1,1 alkalommal blokkolt, átlagosan 27 percet játszva meccsenként. Ennek köszönhetően ő kapta a keleti konferencia a hónap legértékesebb játékosának járó díját.
2019. február 8-án – C. J. Milesszal és Delon Wrighttal egyetemben – a Memphis Grizzlies gárdájába cserélték őt Marc Gasolért.
2021 augusztusának elején a New Orleans Pelicanshoz cserélték.

## Litván ifjúsági és férfi válogatott
2008-ban aranyérmet nyert az U16-os litván válogatottal az Európa-bajnokságon, s ő lett a torna legeredményesebb játékosa.
2009 nyarán a 17 éves utenai játékos a metzi Európa-bajnokságon évekkel fiatalabb volt legtöbb ellenfelénél, azonban ez nem gátolta őt abban, hogy a palánk alatt domináljon. 19,3 pont, 10,6 lepattanó, 2,6 blokk, valamint 72,1 %-os kétpontos – a fiatal litván játékos ezen eredményeit azzal díjazták, hogy beválasztották a torna All-Star ötösébe.
a 2010-es litvániai U18-as Európa-bajnokságon Jonas Valančiūnas 19,4 pontot szerzett, 13,4 lepattanót szedett és 2,7 alkalommal blokkolt, illetve a döntőben összegyűjtött 31 pontot és leszedett 18 lepattanót, emellett segített a litván válogatottnak az Európa-bajnoki cím megszerzésében. Magát a játékost választották a torna legértékesebb játékosának.
2011 júliusában a lettországi U19-es világbajnokságon bajnok lett az U19-es litván válogatottal, és őt választották meg a torna legértékesebb játékosának, emellett bekerült az All-Star-ötösbe is. Az egész tornán a válogatott kapitányaként szereplő játékos átlagosan 23 pontot dobott, 13,9 lepattanót szedett és 3,2 alkalommal blokkolt.
2011 nyarán, a lettországi U19-es világbajnokságon való sikeres szereplést követően első ízben hívták be a litván felnőtt kosárlabda-válogatott edzőtáborába. A válogatottban remekül bemutatkozó játékos bekerült a végleges keretbe, és képviselhette a litvánokat a 2011-es Európa-bajnokságon, ahol az ötödik helyet érték el. A tornán 8,4 pontot szerzett és 4,1 lepattanót szedett.

## Elért sikerei
- 2008: U16-os Európa-bajnok
- 2008: az U16-os Európa-bajnokságon a torna legeredményesebb játékosa
- 2009: második helyezés a korosztályos Euroligában
- 2010: LKF-kupagyőztes
- 2010: LKL-bajnok
- 2010: U18-as Európa-bajnok
- 2010: a torna legeredményesebb játékosa U18-as Európa-bajnokságon
- 2011, 2012: az LKL All-Star-nap legeredményesebb játékosa
- 2011. június 23.: Az NBA-drafton ötödik helyen választotta a Toronto Raptors
- 2011: U19-es világbajnok
- 2011: a torna legeredményesebb játékosa az U19-es világbajnokságon
- 2011, 2012: a legjobb litván kosárlabdázó
- 2011, 2012: a legjobb fiatal európai kosárlabdázó
- 2012: ULEB EuroCup Rising Star-díj
- 2013: a hónap játékosa az NBA keleti konferenciájában márciusban
- 2013: beválasztották a 2012–2013-as szezon második újonc csapatába
- 2013: az NBA nyári ligájának legeredményesebb játékosa
- 2013, 2015: ezüstérmes az Európa-bajnokságon
- 2014: beválasztották a Rising Star-mérkőzésre New Orleansben

## Kitüntetései
- 2011: A Litván Köztársaság Érdemrendje kitüntetés[12]